# عليب (جبلة)

تعديل مصدري - تعديل

عليب هي إحدى قرى عزلة الثوابي بمديرية جبلة التابعة لمحافظة إب، بلغ تعداد سكانها 316 نسمة حسب تعداد اليمن لعام 2004.